# 家臣团
家臣团（日语：／）是指日本古代，为将军或大名等武家服务的家臣集体。那些在主君身边近距离服务的家臣，被称为“近臣”。